# Cesar Lobo
Cesar Lobo (Rio de Janeiro) é um ilustrador e desenhista de histórias em quadrinhos brasileiro. Nascido e residente no Rio de Janeiro. Ilustrou dezenas de capas para a Editora Vecchi, revistas como Spektro, Histórias de Além, Pesadelo, Sobrenatural, Byzarro (Vecchi, anos 70), Mithus (Editora Gorrion), U-Comix, revistas masculinas como Playboy, Ele, Ela entre outras. 
Ilustrou várias capas de álbuns musicais. Criador dos personagens famosos, como Ararajuba (como mascote da Petrobrás), Pato Purific, Bisnaguito e Neo Kids. Chegou a publicar material na Europa e Estados Unidos, como o personagem Judge Dredd.

## Trabalhos

### Histórias
- O Gênio da Garrafa

### Revistas
- Porrada!
- Inter-Quadrinhos
- Spektro
- Sobrenatural
- Histórias do Além
- Pesadelo

### Livros
- Cidades Ilustradas (Curitiba); Editora Casa 21
- História para Principiantes
- Sexo para Principiantes